# إكسون

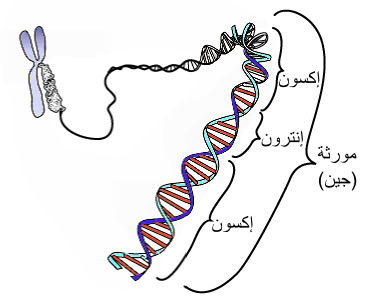
إنترون + إكسون.

الإكسون (بالإنجليزية: Exon)‏ هو أي قطعة من الدي ان اي التي تم نسخها لتصبح جزءا من الرنا المرسال البدائي ولا يتم التخلص منها عند معالجته، على عكس الإنترون الذي يتم اقتطاعه من الرنا المرسال البدائي للحصول على رنا مرسال ناضج. واضع التسمية هو العالم والتر كيلبرت في عام 1978. من الأخطاء الشائعة هو وصف الإكسونات بأنها الجزء المشفر للحموض الأمينية وهذا غير صحيح لأن الإكسونات أيضا تحوي على مناطق غير مشفرة أما المناطق المشفرة في الإكسون يسمى إطار القراءة المفتوح.